# 回鹘语
回鹘语（Uyĝur）是曾建立高昌回鶻的回鹘人的语言，属于突厥语的分支。

随着高昌回鶻被伊斯兰化的喀喇汗国的灭亡，古代回鹘语在吐蕃和甘肃一带也逐渐消亡。现代维吾尔语并不是回鹘语的后代；相反，维吾尔语被认为是来自于喀喇汗国的语言，而现代裕固族语言通常被认为是古代回鹘语的直接继承者。
根据Frederik Coene和Martina Roos的考证，现代维吾尔语和西裕固族语言属于突厥语的两个截然不同的分支，分别来自东南分支（葛逻禄）和东北（西伯利亚突厥语）。

## 特征
回鹘语有预期计数系统与系词，这些特征保留在西部裕固语中。

## 流变
与突厥人的伊斯兰化进程相伴随，信仰摩尼教和佛教的高昌回鹘被消灭后，古代回鹘语也逐渐被更接近现代维吾尔语的花剌子模语和察合台突厥语所取代，但未改宗伊斯兰教的回鹘人依然使用回鹘语（古代突厥语）作为书面语，最晚的回鹘语（古代突厥语）文献抄写于18世纪末。西部裕固语、哈卡斯语、图瓦语都被认为是回鹘语的直系后裔。

## 影响
回鹘语在9至14世纪间，作为突厥语世界共同书面语的基础方言被广泛的使用于突厥人生活的地区。从13世纪起，随着蒙古人在欧亚大陆的扩张，亦在突厥人国家以外的地区被使用。这使后来的突厥语书面语都受到了回鹘语的强烈影响。

## 文字
首先需要阐明的是，使用何种字母书写与该文献是古代突厥语的何种方言并无直接关联。虽然，回鹘人创立了回鹘字母，但亦有许多回鹘语文献是由突厥字母、摩尼字母、叙利亚字母等其他文字完成的。同样，回鹘人以外的突厥人也同样使用回鹘字母记录自己的方言。甚至是非突厥人的滿洲人和蒙古人也同样使用回鹘字母记录自己的语言。

## 文献
大部分回鹘语文献都是摩尼教与佛教经典，见于敦煌文献。多语手稿如居庸关云台石刻、六字真言碑等。

## 铭文
843年建立的高昌回鹘起初用突厥字母。大约同时，当地平民迁入吐鲁番后采用的是回鹘字母。
- 會同四譯館 華夷譯語 高昌館來文（高昌）回鶻語 (畏兀兒館（回鶻語）)。